# Anthrenus bellulus
Anthrenus bellulus là một loài bọ cánh cứng trong họ Dermestidae. Loài này được Chobaut miêu tả khoa học năm 1897.